# Boka kotorska
Boka kotorska (ćirilica: Бока Kоторска, latinski: Sinus Rhizonicus) prostran je i razgranat zaljev na Crnogorskom primorju – južnom dijelu istočne obale Jadranskog mora – u Crnoj Gori, u blizini granice s Hrvatskom i Bosnom i Hercegovinom. 
Za pleistocena Bokom kotorskom tekla je rijeka, koja je u mekšim slojevima izradila kotline. Na samom ulazu u Boku kotorsku nalazi se otočić Mamula. Najveća je dubina 44 metra.

## Struktura i geološka povijest
Boka kotorska ima dva uzdužna zaljeva: toplansko-tivatski i risansko-kotorski. Ti zaljevi su i međusobno i s otvorenim morem povezani uskim poprečnim prodorima. S otvorenog mora ulazi se u toplansko-tivatski zaljev kroz prodor u vapnenačkom grebenu Obostnik-Kobila. Širina je ovog tjesnaca u najužem dijelu 1,25 km, a najmanja dubina 28 m. U vapnenačkom grebenu Vrmač-Devesile usječene su Verige. Kroz ovaj uski tjesnac, dug 2.325 m, a širok 350 m, ulazi se iz toplansko-tivatskog u unutarnji, risansko-kotorski zaljev. Tjesnac su u srednjem vijeku zatvarali lancem (verigama), i po tome je dobio ime. Oba uzdužna zaljeva prostiru se u pojasu fliša (lapora, pješčanika i gline), a poprečni su prodori usječeni u vapnencima. Vapnenci grebena Vrmač-Devesile nalježu na flišne naslage grbljansko-sutorinskog pojasa, dok je granica između fliša unutrašnjeg kotorsko-morinjskog pojasa i vapnenaca susjedne crnogorske visoravni, bar u dijelu Kotor-Orahovac, rasjed, duž koji je bilo okomitih pokreta zemljišta.
Tragovi terasa na stranama Veriga i odnos prema tektonskoj građi pokazuju, da su prodori mogli postati samo riječnom erozijom. Ovaj se erozijski rad izvršio u najmlađoj geološkoj prošlosti, za vrijeme diluvija, kad je morska razina bila znatno niža (preko 100 m). Dok su se niz strane Orjena nisko spuštali ledenjački jezici, a Lovćen bio prekriven debelim snježnim pokrivačem, tekla je dnom današnje Boke kotorske rijeka, kojoj je glavni krak pritjecao iznad Risna udolinom Ledenice-Vrsno. Rijeci je pritjecala i voda, koja je postajala otapanjem snijega i leda. U otpornim vapnencima dolina bokeljske rijeke bila je klisura, a u mekšim je flišnim naslagama imala proširenja, iz kojih je primala i manje pritoke. U depresijama, koje su postajale erozijom flišrtih naslaga, zaostajali su otporni vapnenački humovi — današnji bokeljski otočići. Najzad je rječni tok prekinut krškim procesom. Kroz vapnenačke grebene voda je ponirala i u flišnim naslagama stvarala zatvorene depresije, koje vidimo na batimetrijskim kartama Boke kotorske. Izdizanjem morske razine poslije ledenog doba potopljena je složena dolina bokeljske rijeke i obrazovao se današnji zaljev.
Ljepote su ovog mladog zaljeva u oštrim oprekama, koje graniče s divljinom. Goli vapnenački grebeni dižu se naglo i oštro, osobito iznad unutrašnjeg zaljeva. Orjen i Lovćen, kao čuvari ove rijetke ljepote, ističu se nad cijelim krajem. Blago nagnuto i šumovito flišno podnožje prava je suprotnost divljim i pustim vapnenačkim hridinama. Najljepše je posjetiti Boku kotorsku s mora. Šetnja kroz zaljev puna je raznolikosti i iznenađenja. Tek iz blizine ponovno vidimo, da zaljev ne prestaje i da se tjesnac širi u novi zaljev, koji nam je skrivao goli vapnenački greben. Krajolici se stalno i brzo mijenjaju, a svaki ima svoje osobitosti, ljepote i čari. Bogatstvo i raznolikost slika jedna je od glavnih odlika Boke kotorske.
Goli vapnenački grebeni i flišni zeleni pojas uzduž obale razlikuju se međusobno i klimatski. Dok vrhove vapnenačkih obala prekriva snijeg, na pitomoj obali cvjeta limun i lugovi palma dočaravaju svu ljepotu tropske vegetacije.

## Klima
Boka kotorska ima sredozemnu klimu, ljeti sparne vrućine, a zimi kišno i blago vrijeme. Susjedstvo ovolikih klimatskih razlika često dolazi do izražaja: risanska bura i moćni levant osjetljivo snizuju temperaturu u primorju i uznemiruju more u otvorenijim dijelovima zaljeva. Zaklonjenija mjesta, npr. Herceg-Novi, manje osjećaju hladne vjetrove i imaju vrlo blagu klimu. Vlažni jesenji jugo dogoni s mora oblake i prisiljava ih, da na padinama Orjena i Lovćena izluče najveće europske količine oborina (Crkvice 4640 mm). No i kraj velike količine oborina okolni su grebeni bezvodan kraj, jer voda brzo stukne kroz pukotine u vapnencima. U flišnom podnožju javljaju se vrela ili prave rijeke (Škurda kod Kotora).
Gole i strme vapnenačke strane nemaju gotovo nikakve gospodarske vrijednosti, samo je uski pojas fliša pogodan za ratarstvo. Obradive površine najprostranije su u pojasu, koji se nadovezuje na prednji zaljev: grbaljska župa na jugoistoku i okolica Herceg-Novog i Zelenike na sjeverozapadu. Maslina i vinova loza glavne su kulture. Uspješno uzgajanje limuna i naranči pokazuje, da bi se različite južne kulture mogle gajiti u znatno većoj mjeri. Bolje prometne veze s većim mjestima u zaleđu omogućile bi velik razvoj uzgajanja zimskog povrća. Premda su uvjeti za ratarstvo na flišnom pojasu dosta povoljni, on je suviše malen, da bi mogao osigurati život svojim brojnim stanovnicima. Visoke vapnenačke stijene i moćne planine iza njih odijelile su Bokelje od zaleđa i uputile ih na more, gdje su od najstarijih vremena i na različne načine tražili izvore života i bogatstva.
Nažalost, pomorske odlike Boke kotorske nisu dolazile do trajnijeg i potpunijeg izražaja. Stalnu i važnu ulogu u pomorskoj trgovini mogu imati samo one luke, koje imaju dobre veze s prostranim zaleđem, i to u prvom redu luke na otvorenim morima. Ovim se objašnjava, zašto Boka kotorska nije imala ni trgovačkog značenja manje pogodnih pristaništa i zašto su se njeni istaknuti pomorci iseljavali u luke trgovački povoljnije smještene. Velik razvoj i značaj modernog pomorskog prometa traži i sigurna vojna uporišta za održavanje slobode i vlasti na moru. U vojničkom pogledu Boke kotorske ima najbolji položaj u Jadranskom, a vrlo važan u Sredozemnom moru. Iz Boke kotorske vrlo je lako nadzirati ulaz i vršiti napade u cijelom južnom Jadranu, a može se lako ugroziti i srednji dio Sredozemnog mora. S druge strane visoke i strme planine olakšavaju obranu i čine gotovo nemogućim napad bilo s mora bilo s kopna ili iz zraka. Ali ova važna odlika nije donijela trajne sreće Boki, a bila je uzrok neobičnih međunarodno-političkih kombinacija i mnogih tragičnih događaja. Svaka veća promjena novijeg vremena u kraju oko Jadranskog mora teško se odražavala u životu Boke kotorske.

## Povijest

### Rimsko doba
Naziv, vjerojatno od tal. bocca (usta, otvor), označuje u početku sam ulaz (Mon. Rag., IV, 223, 227), kasnije čitav zaljev s okolnim kopnom i zamjenjuje iza porušenja Risna stari naziv. Starosjedioci Boke bili su Iliri, vjerojatno dio plemena Pirusta. Oko 250 pr. Kr. osnovalo je ilirsko pleme Ardijejaca pod kraljem Agronom samostalnu državu uz južni Jadran sa sjedištem u Skodri. Sukobi s grčkim kolonijama na Jadranu dadoše povoda, da se umiješaju Rimljani, koji nisu gledali dobrim okom osnutak ilirske države. Da oslobode grčke naseljenike na Visu od ilirskih gusara i da osvete smrt rimskog poslanika, Rimljani stupiše u rat s kraljicom Teutom, udovom Agronovom, i prisiliše je, da se s nekoliko svojih pratilaca povuče u utvrđeni Risan. Mir, sklopljen 228., nije potrajao dugo, jer 168., u trećem ilirskom ratu, Rimljani osvojile ilirsku državu i odvedoše posljednjega kralja Gencija u triumfu u Rim.
Administrativno podijeliše Rimljani Boku u dva područja, Rizonite i Agravonite, po gradovima Risnu i Akruviju, i potčiniše ih konventu Narone. Za dugotrajne vladavine, koja je slijedila, uhvatio je latinski utjecaj useljivanjem i asimilacijom starosjedilaca vrlo dubok korijen, tako da se očuvao i u kasnijim vjekovima, kad je rimska vlast bila nestala i kad su se bile već potpuno izmijenile etnografske prilike.

### Srednji vijek
Za vrijeme provala Gota, Avara i konačno Slavena, Hrvata i Srba, nastradali su početkom 7. stoljeća gradovi Risan i Acruvium, od kojih je drugi ležao vjerojatno podno Grbaljskog polja. Jedini je ostao Decadaron, danas Kotor, u koji se skloniše ostaci Romana, što su preživjeli katastrofu. Kotor, autonomni municipij, postaje glavnim gradom Boke, koja je uglavnom sačinjavala njegovo vanjsko područje (comitatus). Kotoru na sjeverozapadu bila se formirala slavenska oblast Travunija, na jugoistoku Duklja. Prema pripovijedanju popa Dukljanina i nekoliko bizantskih izvora (Porfirogenet, Scylitzes, Cedrenus, Choniates, Zonaras) te oblasti pripadale su u razdoblju od 8. do 10. stoljeća Crvenoj Hrvatskoj, iz čega se zaključuje da su Hrvati među doseljenim slavenskim plemenima bili dominantna etnička skupina. Ivan Skilica, bizantski kroničar iz 11. stoljeća, govoreći o ustanku Bugara 1073. bilježi njihovu korespondenciju s dukljanskim kraljem: "Bugarske starješine zamolje Mihajla, tadašnjeg vladara onih koji se zovu Hrvati".
Do 12. stoljeća pripada Kotor, a vjerojatno i cijela Boka u užem smislu, istočnom carstvu kao »thema Dalmatia«. Susjedni vladari Duklje i Travunije vršili su neko vrijeme utjecaj nad Bradom, odnosno dijelom Boke. Bilo je to u doba, kad su Tintom vladali nesposobni carevi, pa se okolnim slavenskim poglavicama pružala prilika za samostalnost. Sredinom 9. stoljeća Saraceni popališe i oplijeniše Kotor na ulazu u Boku.
Poslije smrti cara Manuela (1143. – 1180.) zauzeo je Kotor i primorje raški veliki župan Stefan Nemanja. Boka je time postala sastavni dio srpske države i ostaje u tom sklopu do smrti dinastije Nemanjića 1371. U srpskoj državi imao je Kotor važan položaj kao veza sa Zapadom. Kotorani su stekli na dvoru velik utjecaj kao voditelji financija, zakupnici carina i poslanici na vanjskim dvorovima. Nemanjići nisu se uplitali u gradsku autonomiju, nego su se zadovoljili postavljanjem gradskoga kneza. Uroš II. darovao je plodnu župu Grbalj, a Stefan Dušan župe Bijelu, Muševice i Ledenice.
Kotorom je zagospodario 1371. ugarsko-hrvatski kralj Ludovik Veliki. U ratu između Mlečana i Ludovika (1378. – 1381.) nastradao je Kotor od navale mletačkog admirala Vitorija Pisanija. Poslije smrti Ludovika (1382.) kraljica i majka Jelisava poklonili su grad 1385. bosanskom kralju Tvrtku I. Kratko vladanje Tvrtka važno je, zbog osnivanja Herceg-Novog, koji je bio i izvozna luka za bosansku trgovinu. Inače bi kao vojna točka u neprijateljskoj ruci ugrožavao Boku. Pritisnut od braće Balšića, koji su vladali Zetom, a ne dobivajući nikakve pomoći od drugih bosanskih kraljeva, koji su iza Tvrtkove smrti ovladali Bosnom, zatražio je Kotor 1395. mletačko pokroviteljstvo. Odbijeni od Mlečana, Kotorani su priznali 1403. pokroviteljstvo Ladislava Napuljskog, koji im je za svoga boravka u Zadru potvrdio stare povlastice. Ipak i dalje Kotorani ne odustaju od želje za mletačkom zaštitom. Kad je 1409. Ladislav Napuljski prodao Mlecima svoja prava na Dalmaciju, pod Mlečane je pripao Kotor i dio Boke 1420. Sjeverozapadni dio ostaje u vlasti Sandalja, a iza njegove smrti u vlasti njegova sinovca hercega Stjepana Vukčića, kojega zamijeniše Turci. Oni su zauzeli 1497. i župu Grbalj.

### Novi vijek
Godine 1538. Herceg Novi su osvojile udružene mornarice, Španjolske, papinske države i Mlečana, ali su ga sljedeće godine Turci pod admiralom Hajreddinom Barbarossom preoteli Španjolcima, koji su ga junački branili pod zapovjedništvom don Ferranta Gonzage. U kandijskom ratu istisnuli su Mlečani 1687. Turke iz Herceg-Novog i sjeverozapadnog dijela Boke, a 1725. pripojili pod svoju vlast konačno i Grbalj.

#### Napoleonski ratovi
Mirom u Campoformiju 1797. Boka je pripala Habsburškoj Monarhiji. Barun Matija Rukavina ušao je na čelu austrijskih četa u Kotor, 24. kolovoza te godine. Mirom u Požunu 1805. Habsburška Monarhija je morala ustupiti Boku Francuskom Carstvu. Međutim 4. ožujka 1806. Boku su zaposjeli Rusi pod admiralom Sinjavinom i ostaše u njoj do 12. kolovoza 1807., kad su je zauzeli Francuzi. Poslije poraza Napoleona kod Leipziga 1813. protiv Francuza su ustali Bokelji (Hrvati) i Crnogorci. 
Rujna 1813. godine, Petar I. Petrović Njegoš je sa svojim Crnogorcima uništio francuske postrojbe u Boki kotorskoj, izuzev utvrde u Kotoru. Zauzeo je Perast, Risan, Herceg Novi, nad kojima se zaviorio crnogorski Alaj-barjak, te stigao s kombiniranim crnogorsko-bokeljskim postrojbama podno Dubrovnika u kojem su se Francuzi utvrdili. 
Francuski general Gauthier branio se u Kotoru do 4. siječnja 1814. Crnogorci i Bokelji nisu mogli zauzeti grad, jer nisu imali topove. Na to je doplovio pred Kotor engleski ratni brod i počeo ga bombardirati topovima. Gauthier je položio oružje. U lipnju iste godine Habsburška Monarhija je ponovno zaposjela Boku kotorsku.
Napoleonov dolazak u Boku ostavio je trag da je Boki oduzeo Mletačku Republiku, a s njome "sva ona politička, ekonomska i kulturna značenja koja su joj u okviru Mletačke Republike osiguravala i značenje i prosperitet." Napoleon je donio nešto malo: nekoliko kilometara cesta, nekoliko fortifikacija, jedan teatar masonske lože, duh revolucije, antiklerikalizam, novi civilni kodeks, nove političke perspektive. Propašću Napoleona, Boki je malo tog ostalo, a uništeno bijaše mnogo. Nakon toga Boka je postala samo jedna rubna regija. Vrijedila je novim habsburškim gospodarima još samo kao sekundarni depozit ratnih brodova, što je bilo nedovoljno da se oporavi i osigura (don Branko Sbutega u Predgovoru knjige Pustinjak don Srećka Vulovića, reizdanje 1997., 6).

#### Ujedinjenje Crne Gore i Boke kotorske
Ujedinjenje Crne Gore i Boke' proglašeno je 29. listopada 1813. godine u Dobroti, kod Kotora.
No, Bečki kongres je 1814. – 1815. odlučio da se Boka kotorska vrati hrvatskoj Dalmaciji. Rusija nije bila suglasna s crnogorskim zahtjevima da bokokotorski zaljev ostane u sastavu crnogorske države. Čak je Rusija priprijetila Crnogorcima u slučaju da organiziraju oružanu obranu Boke kotorske, a ukinuta je i financijska pomoć Crnoj Gori. Krajem 19. i početkom 20. stoljeća obilježilo je naglo nestajanje, pad vrijednih književnih djela i drugih umjetničkih sadržaja te postupno umiranje kulturnoga i duhovnoga života Boke kotorske.

#### Kasni novi vijek
U 19. stoljeću kolera je harala po Dalmaciji u četirima navratima, 1836., 1849., 1855. i 1886. godine. Iz Trsta se epidemija proširila u Dalmaciju iz koje je proslijedila u Boku kotorsku. Osobito je opustošila 1855. godine. U Boki se kolera širila s Mula, u koji je došla u srpnju jedrenjakom na kojem je bio zaraženi mornar. U Kotor se proširila 3. srpnja, preko liječnika koji je svaki dan iz Kotora išao liječiti, pa je bila uzaludna izolacija stanovnika. Iz Kotora se proširila na Špiljare. Prva osoba u Mulu umrla je 19. kolovoza. Ljudi su se morali držati na distanci kao da su već zaraženi. Od Muljana je neka prosjakinja isprosila neku robu, koju je odjenula i vratila se kući u Kamenare. Razbolila se i umrla, te se epidemija proširila i u Herceg Novi. Vlada u Cetinju je zbog kolere u primorju zapovijedila prekid svakog kontakta između Crne Gore i Boke, odnosno zabranu druženja Crnogoraca s Dalmatincima, dok se ne vidi što će biti s epidemijom. Zabrana silaženja Crnogoraca u Kotor na pazar ukinuta je nakon dva mjeseca. Na risanskoj strani zabrana je trajala sve dok se nije ispitalo je li bolest sasvim iščeznula. Posljednji u Mulu u epidemiji umro je 12. listopada, a u Kotoru do konca listopada. Svi umrli iz Mula pokopani su na istoj poljani nazvanoj Mrtvi dolac, na pola puta od mora do crkve sv. Kuzme i Damjana – Muo, pedesetak metara lijevo. Kotorske gradske i crkvene vlasti su nakon što se utvrdilo da je bolest pobijeđena, organizirale 21. studenoga procesiju sa slikom Gospe od Zdravlja koja se nosila od istoimene crkve kroz čitav grad do katedrale sv. Tripuna. Dodijeljene su nagrade zaslužnim pojedincima u vrijeme epidemije: liječniku Lorenzu Tramontani, Marku Benzonu, Petru Degguilliju, pomoćnom sakristanu u pravoslavnoj crkvi Lazaru Kardiji, župniku don Girolamu Fortiju i dr.

#### Moderno doba
Do kraja I. svjetskoga rata Boka je dio Habsburške Dalmacije. Od 1918. postaje dijelom Kraljevine Srba, Hrvata i Slovenaca (od 1929. Kraljevina Jugoslavija). Između 1918. i 1922. bila je posebna regija sa sjedištem u Kotoru, između 1922. i 1929. je dio Zetske oblasti, a od 1929. do 1941. Zetske banovine.
Talijani su okupirali Boku kotorsku u travnju 1941. te je bila pod njihovom vlasti do rujna 1943. Tada se (barem formalno) uključuje u NDH. Unutar SFRJ je dio Republike Crne Gore (originalno Republike Crne Gore i Boke). Godine 1979., jak potres je razorio ili opasno oštetio brojne kulturne spomenike. Te godine, kotoski zaljev uvršten je u UNESCO-ov popis mjesta svjetske baštine. 
Poslije raspada Jugoslavije, Boka kotorska unutar Crne Gore je bila dijelom Savezne Republike Jugoslavije (1992. – 2003.), odnosno Srbije i Crne Gore (2003. – 2006.). Crna Gora je proglasila nezavisnost u lipnju 2006. godine

## Pomorstvo
Već u doba Ilira i Rimljana bilo je pomorstvo najvažnija grana gospodarstva u Boki.
U srednjem vijeku nastavila se stara bokeljska tradicija, pojačana trgovačkim nastojanjem dukljanskih, raških, bosanskih i hercegovačkih vladara i knezova, da dođu preko Kotora, Perasta, Herceg-Novog i drugih mjesta u Boki do što boljih veza sa zemljama na Jadranskom, Jonskom, Egejskom i Sredozemnom moru. Brze bokeljske karavele vršile su promet s Carigradom, Venecijom i Aleksandrijom, a sredinom 16. st. zalazile su i u Sjeverno more, pa i u Indijski ocean. Radi opasnosti od gusara bili su trgovački brodovi oružani. Kotor je podržavao i po koju ratnu lađu, pa kad je 1420. došao pod vlast Mlečana, bila je kotorska galija (galea Catharina) uvrštena u mletačku ratnu mornaricu.
Krajem 15. st. dolazi Boka u neposredni doticaj s Turcima, koji su vladali herceg-novskom obalom. Risan i Morinj bili su turski. Isto tako i Glogovac nad Perastom, Orahovac i Grbalj, dok su Ljuštica, Durići, Strp, Lipci, Perast, Dobrota, Vrmac i Škaljari bili pod vlašću Mlečana. Kotor je bio također pod mletačkom vlašću, ali se upravljao autonomno po svojem gradskom statutu.
Od 16. st., Kotor je počeo gubiti značenje trgovačkoga središta. Tada su se podigla mjesta Perast, Dobrota i Prčanj. Perast je imao 1512. trgovačku mornaricu od 60 lađa. Na glasu su bili prčanjski jedrenjaci, zbog svoje brzine.
Kada je udružena mletačka, malteška, toskanska i papinska mornarica 1687. oslobađala Herceg-Novi od Turaka, odlikovali su se u bojevima Dobroćani i Prčanjani pod Nikolom Sbutegom i Petrom Đurovićem kao i Peraštani pod kapetanima Mazarovićem, Zmajevićem, Štukanovićem i Vujovićem. Bokeljski su se pomorci proslavili i 1687. kod osvajanja Risna.
Kada je čitava Boka bila ujedinjena pod mletačkom vlašću, razmahala se ponovno bokeljska trgovina. Pri kraju 18. st. plovilo je oko 300 bokeljskih brodova gotovo po svim morima donoseći godišnji prihod od oko 130.000 mletačkih zlatnih dukata.
Petar Veliki obratio se 1698. Mletačkoj republici molbom, neka mu naznači sposobna pomorca, komu bi mogao poslati na nauke 16 mladih ruskih plemića, koji bi kasnije mogli organizirati rusku mornaricu. Mletački senat predloži Marka Martinovića iz Perasta, koji je svoju zadaću ispunio na najveće zadovoljstvo. U općinskom domu u Perastu čuva se velika slika iz onoga vremena, koja se pripisuje Tripu Kokolji i na kojoj je prikazan Martinović u krugu svojih ruskih đaka. Znamenitim admiralom postao je u ruskoj službi početkom 18. st. Matija Zmajević iz Perasta, koji je nekoliko puta pobijedio Šveđane u pomorskim bitkama u Istočnom moru. Marko Vojnović iz Herceg-Novog organizirao je rusku mornaricu na Crnom moru. Peraštanin Matija Melada, poznati inženjer svoga vremena, uredio je mnoge ruske luke. Pomorski stručnjak Antun Grubaša iz Perasta prvi je opisao Jadransko more i sastavio prve nautičke karte za plovidbu po Jadranu, a velike mletačke lađe gradio je Augustinović iz Perasta. Petar Smeća (Smecchia) iz Perasta otvorio je svojom lađom trgovački promet s Danskom, Pruskom i Rusijom. Kada je Austrija nakon propasti Mletačke Republike ušla u Boku, iskoristila je naveliko bokeljske plovne objekte i hrabre njezine pomorce, te su imena odličnih hrvatskih pomoraca prenosila vrline našeg pomorstva svuda po svijetu. Svi su ovi izvrsni pomorci učili pomorsko zvanje u svojim domaćim privatnim nautičkim školama u Dobroti, Herceg-Novom, Kotoru, Perastu i Prčanju sve do polovice 19. st., jer Mlečani za cijelo vrijeme svoga gospodstva nisu osnovali u Dalmaciji nijednu takvu školu.
Kada je pala Mletačka republika 1797., Boka je imala ukupno 264 velika patentirana broda i još veći broj manjih brodova za obalnu plovidbu, a 1805. bilo je pak 400 patentiranih plovnih objekata. Tada je bilo u Boki više od 250 pomorskih kapetana s patentom i preko 3000 mornara. Bokelji su posjedovali izvan Boke, glavnicu od oko 1,50 milijuna zlatnih dukata, a tu nije bilo uračunano njihovo bogatstvo, uloženo u trgovačke brodove i u trgovačke kuće u inozemstvu.
Propadanje pomorstva i ekonomski nazadak u Boki počinje Napoleonovim ratovima. U to vrijeme bila je Boka blokirana od engleske flote, pa su mnogi brodovi bokeljskih brodovlasnika propali ili bili zaplijenjeni, a neki su bili odvučeni od Francuza. Ta velika kriza u pomorskom brodarstvu osiromašila je cijelu Boku kotorsku. K tomu je došao još austrijski bankrot, što je silno pogodilo ondješnju pomorsku trgovinu i plovidbu. Tako Boka 1814. nije imala više od oko 50 patentiranih brodova i 220 manjih lađa, ali većim dijelom nije bilo utovara. Najviše je onda od svih mjesta u Boki nastradao Perast.
Pedesetih godina 19. st. pokušali su Bokelji opet pridići svoju trgovačku mornaricu te su neumornim radom uspjeli toliko, da je Boka između 1850. do 1870. imala opet trgovačku mornaricu od preko 100 velikih brodova duge plovidbe, i to nava, barkova, brikova, škuna itd., te je bilo nade, da će bokeljsko blagostanje unatoč Fultonova otkrića opet procvasti. U to doba imala je najviše brodova Dobrota. Nacionalna se svijest bokeljskih Hrvata očitovala i u krštenju njihovih brodova, koji su nosili imena »Ban Jelačić«, »Zora«, »Dom«, »Majka Slavija« itd. Uz državnu austrijsku zastavu vijala se na prvom jarbolu narodna trobojnica crven-bijeli-plavi. Pomorsko-trgovačke kuće, koje su dominirale u pomorskoj privredi Boke, bile su poznate širom cijeloga svijeta, i to: Dabčević, Đurović, Florio, Gojković, Kamenarović, Lazari, Lučić, Luković, Milin, Milošević, Nikolić, Radoničić, Tripković, Verona, Visin, Vojnović, Vučetić i dr.
Znatan je događaj u povijesti bokeljskog brodarstva put oko svijeta, koji je izvršio kapetan Ivan Visin iz Prčanja od 1852. do 1859. svojim brikom od jedva 300 tona nosivosti uz najveće teškoće i oskudicu hrane i vode. Odlikovan je bio od austrijskoga cara, bijelom počasnom zastavom »Merito navali«, koja se danas čuva u župnoj crkvi u Prčanju. Ta zastava nije bila ni prije ni kasnije podijeljena nijednom pomorcu za pomorsko-trgovačke zasluge.
Ipak je parostroj zadao vrlo teške udarce bokeljskim pomorcima. Brodovi su na jedra propadali, a na njihova su mjesta u vrlo ograničenom broju stupali parobrodi. Kapetani Josip i Filip Radoničić iz Dobrote osnovali su prvo parobrodarsko društvo u Boki, nazvavši ga »Bokeljska plovidba«. To je društvo imalo tri broda za lokalni promet. Brodovi su kasnije prešli u vlasništvo Tripkovića.
Poslije I. svjetskoga rata osnovano je 1920. parobrodarsko društvo »Boka« s glavnicom od 7,255.800 dinara i s 8 brodova male i velike obalne plovidbe. Godine 1927. osnovano je srpsko brodarsko a. d. Mihajlović u Kamenari s 8 malih brodova i s 208 bruto registarskih tona. Kapetan Luka Milošević iz Kotora osnovao je 1928. plovidbeno poduzeće s glavnicom od 7,000.000 dinara s 3 broda duge plovidbe i tonažom od 8656 br. reg. tona. Iste godine osnovana je »Slobodna Bokeška Plovidba d. s. o. j.« u Tivtu s 2 broda za dugu plovidbu i 3344 tona bruto registra. Godine 1934. mijenja brodarsko društvo »Boka« naziv u »Zetska Plovidba d. d.«, koja je imala 16 brodova s oko 11.000 bruto registarskih tona.

## Kultura
Pomorstvo je udarilo temeljne oznake i čitavoj kulturi Boke kotorske, jer su njezini stanovnici razvijali svoje sposobnosti u tom smjeru, da nadovezujući na starije londre, skabe, »lađe« i »drieva« mogu što bolje upravljati karavelama, galijama svih veličina i oblika, vašelima, raavima, fregatama i fregadunima, pulakama, petakima, tartanima, gripima, marcilijanama, brigantinima, martigaima itd. Nemajući od svoje škrte zemlje dovoljno plodova za izvoz bavili su se uglavnom posredničkim trgovanjem. U srednjem vijeku se prenosi koža, vuna i žito, a uvoze se sukna i tkanine, a i ukrasni predmeti za kućni i osobni pribor. Kasnije se, osobito preko Albanije i Jonskih otoka, prevozi uglavnom u Veneciju i u ostalu Italiju (osobito na sajmove u Lanciano u Pugli) koža, žito, vino, ulje, sol, drvo, rujevina (drvo s peraškoga brda, koje je u sebi sadržavalo žute i zelene boje), usoljeno meso i usoljena riba, kavijar, grožđe, pamuk, duhan, šećer, pepeo sa Sicilije (koji je mogao poslužiti za žbuku), svijeće lojanice (radile su se najviše na Prčanju), smola, vuna, riža, proso, mlinski žrvnjevi, leća i dvopek (služio je osobito za vojsku u ratno doba). Prčanjani su se napose bavili prijenosom državnih spisa. U Albaniji je osobito izašlo na glas dračko pristanište, gdje su živo trgovali i genoveški i francuski trgovci, a Dubrovčani krajem 17. st. dovozili čak i tkanine i svilu iz Nizozemske preko Ancone (papinska država), takmičeći se s Mlečanima na veliku štetu grada Venecije. Trgovačke su lađe, osobito u Peraštana u 18. st., bile toliko velike, te je trebalo pet do deset mjeseci, da se natovare.
Društvene su prilike bile u vrijeme cvata trgovine dobro uređene. Bokeljski su se pomorci udruživali u bratstva mornara pod zaštitom sv. Nikole. Takvo se uzorno bratstvo organizira u Kotoru i u kotorskom gradskom području već u ranom srednjem vijeku. Postoji pisani statut iz godine 1463. Bratstvo je steklo vremenom golemih zasluga za vjeru, kulturu i stalešku uzajamnost. Socijalna je skrb bila tako uređena za članove ovoga bratstva i njihove obitelji, da se nešto dotjeranije ne bi moglo poželjeti ni u novo doba. Na čelu mu je gastald s prokuratorima i sindicima. To se bratstvo smatra najstarijim pomorskim društvom u Europi. Postoji još i danas pod novijim imenom Bokeljske mornarice. 
Katolička Crkva je unijela u ovakva bratstva divnu osobinu koordinacije između vjere, kulturnih natjecanja, socijalne skrbi i staleške uzajamnosti.
Odijelo je mornara šareno i estetski upravo savršeno. To je zapravo staro bokeljsko odijelo. Neki dijelovi odijela kao i starog oružja povezuju Boku kotorsku sa stanovništvom kvarnerskog otočja i s hrvatskim krajišnicima. Zastava je bratstva stara gradska zastava Kotora, koja je na bijelu polju sa završnim izrescima imala lik zaštitnika sv. Tripuna. Slično je bratstvo niklo i u Perastu. Susreće se 1580. kao nedavno osnovano. Nastojanje Peraštana, da se kroz 16. stoljeće riješe kotorskoga gospodstva organiziranjem neovisne općine, koju mletačka vlada priznaje naknadno, ide usporedno s nastojanjem oko emancipiranja peraških mornara od kotorskog mornarskog bratstva. Ovo je kotorsko bratstvo imalo povlasticu, da o Tripunjdanu zatraži od državnih vlasti milost za prognanike. U Perastu je u 16. st. postojalo i bratstvo ili fratrija sv. Krsta i poseban fond za potporu mornara i za uzajamnu pomoć u nezgodama pomorskoga života. I čovjek bez novca mogao se za kratko podići u prekomorskoj trgovini tzv. trećinskim zajmom ili tercijarom. Uzajmio bi novac, da ga uloži u trgovinu pa, pošto bi rasprodao robu, nije bio dužan odmah vratiti glavnicu, nego bi samo podmirio dobit, a glavnica se isplaćivala tek pošto se drugi put rasprodala roba, čak i nakon trećega puta. U trgovačkom se svijetu ovaj zajam nazivao peraškim zajmom, ali nije bio u praksi samo u Perastu nego i u Kotoru i drugdje po Boki.
Otiskujući se na more, bokeljski je pomorac postao znamenit predstavnik kulture. Dolazeći u dodir s naprednijim zemljama on je prenosio njihove proizvode, motive i uredbe u svoj zavičaj, da onda može biti nositelj i prenositelj kulturnih i civilizacijskih dobara u zemljama, koje su bile manje napredne.
U Perastu je potkraj 17. st. bila osnovana prva pomorska ili nautička škola na Jadranu. Njezinim se osnivačem smatra slavni pomorac Marko Martinović (1663. – 1716.), stručnjak u teoriji i praksi. Peraška se pomorska škola nadovezala na duh, koji je vladao u mjestu, i iz toga je duha proizašla. Posebni su općinski odaslanici pazili na učenike, da se na vrijeme zaposle i pouče na brodovima, kao i na bolesne nezaposlene mornare. U peraškoj su se nautici sve do 19. st. istakla mnoga svijetla imena, sve domaći ljudi, rod okoline i društva. Ali su se kasnije i po drugim bokeljskim mjestima ustrojile škole za pouku u pomorstvu, koje su podržavali franjevci.
Svoj etičko-estetski smisao pokazao je bokeljski pomorac podižući veličanstvene crkve i krasne palače, građene u različito doba i u različitim stilovima, nekad neosvojive zaklone čestitosti i značaja. Boka je postala veliko kulturno središte. Ljudi koji su prolazili kroz nju, poprimali su dio njezina duha. Uz veličanstvenu kotorsku katedralu iz 12. st., sintezu raznih stilskih težnja, i njezin divni ciborij iz druge polovice 14. st., komu u svijetu nema premca, redaju se, osim kotorskih gradskih crkava, još i dvije dobrotske crkve, sv. Mateja i sv. Eustahija, veličanstvena prčanjska crkva, građena po osnovi Bernardina Maccaruzzija (1728. – 1800.) u stilu renesanse i lakog baroka, i krasni zvonici, od kojih zaslužuju posebnu pažnju Zmajevićev zvonik, zvonik sv. Nikole (nacrt je načinio Josip Beati, kao i za započetu nedovršenu župnu crkvu) i Gospe od Škrpjela, sve u Perastu iz 17. st., gdje je došla do izražaja estetska domišljatost u najrazličitijim stilskim motivima i hirovima, i renesansni zvonici kotorske katedrale (17. st.). Bokeljski su hramovi ne samo muzeji kulturnog i umjetničkog blaga nego i spomenici bokeljskog duha i mišljenja. U ljepoti unutarnjeg umjetničkog ukrasa sve nadvisuje divno peraško svetište Gospe od Škrpjela, umjetno podignuto od 15. st. pa dalje na hridinama, od čega se razvio istoimeni otočić. U kraju sjaja, ljepote i bogatstva podigao je pomorac u svome škrpjelskome svetištu vjekovan spomenik svojoj vjeri i kulturi, a ukrasio ga je u pravu pinakoteku vješt kist velikog slikara Tripa Kokolje Peraštanina (1661. – 1713.) i dotjerao ga, pokraj djela drugih vrsnih majstora mletačke i genoveške škole, u carstvo lakog baroka. Nigdje nije pomorac izveo vjersko-kulturno djelo ovakve vrsti. Čak je i pomorčeva žena u kućnom priboru i u vezivu pokazala neobičan smisao za ukus, imajući izravne i neizravne veze s prekomorskim krajevima.
I predstavnici duhovne kulture imadu u Boki ista obilježja kao i bokeljski pomorci. I oni teže za svladavanjem visokih rekorda i velikih daljina. Značajna su pojava dva kotorska franjevca misionara. Oba su se zvala Marin. Prvi je radio najprije među bogumilima u Bosni i u Srbiji krajem 13. st., a onda je bio poslan među Mongole, gdje je završio život kao mučenik. Drugi je Marin 1472. pošao kao misionar u Perziju. I on je okrunjen mučeničkom krunom. Iz redova pomoraca potekao je i bl. Gracija iz Mula kraj Kotora. On je kao mornar došao jednom u Veneciju, gdje je stupio u red augustinaca. Do osobitog stupnja svetosti uzdigla se bl. Ozana, koja je u Kotoru proživjela 52 godine u najstrožoj pokori.
Bokeljski je pomorac davno shvatio, da je zemlja bez tradicije zemlja bez vrijednosti, a narod bez tradicije narod bez budućnosti. Zato je on ljubomorno čuvao svoje stare uspomene. U obraćanju s vanjskim svijetom služio se tuđim jezicima, koji su imali opće europsko značenje, ali kod kuće je upotrebljavao svoju hrvatsku riječ i hrvatsku narodnu nošnju. Djela svojih prvih sinova, osobito na bojnom polju, opjevali su narodni pjevači, umjetnici i pjesnici. Nastali su čitavi ciklusi bugarštica, koje su pjevale o Bokeljima. Neke su se zbirke bugarštica sačuvale više stoljeća u rukopisnim zbornicima znamenitih bokeljskih obitelji, pa su se njima obilno poslužili Miklošić, Bogišić i drugi izdavači hrvatske epike. Te su pjesme često dokaz mjesnog rivalstva i kampanilističke isključivosti, ali osnovna je njihova značajka trajno slavljenje poštenja, junaštva i vjernosti, bez obzira da li se u njima govori o »tvrdom Kotoru«, "plemenitom Kotoru", ili o »Perastu slavljenom«, »Perastu glasovitom« ili o kojem drugom mjestu u Boki.
Hrvatski je osjećaj u Boki kotorskoj uvijek bio živ kod onih, koji su glavni predstavnici bokeljske kulture. Fra Andrija Kačić Miošić nazivao je Boku »dikom od Hrvata«. Ruski je putopisac P. A. Tolstoj g. 1698. zapisao, da su gore Boke kotorske »naseljene Hrvatima«. I u drugih pisaca sačuvala su se jednaka svjedočanstva (npr. kod Nikole Nalješkovića, Mara Drage, Andrije Zmajevića, Krste Mazarovića, Andrije Balovića). Veze Kotorana s Petrom Zrinskim su također dokaz hrvatskog osjećaja Boke. Stoljećima baštinio se taj osjećaj s majčinim mlijekom, da Boka postane u novije doba, u razdoblju hrvatskog narodnog preporoda, žarište pokreta za sjedinjenje Dalmacije s Hrvatskom. Simbol toga pokreta bila je hrvatska trobojnica, koja se vijala na bokeljskim brodovima u drugoj polovici 19. st., kad se bokeljsko brodovlje na jedra bilo još jednom podiglo, noseći i narodna imena u potkrepu ovih težnja.

## Stanovništvo
Danas relativnu većinu stanovništva Boke čine Crnogorci, zatim po brojnosti slijede Srbi, pa Hrvati. 
Prema popisu iz 1931. bilo je u općinama oko Boke kotorske 35.608 stanovnika. Uglavnom su katoličke vjere one općine, koje nisu nikad bile pod turskom vlašću, dok stanovništvo grčkoistočne vjere sačinjava većinu u nekadašnjem turskom dijelu Boke kotorske: u herceg-novskom, risanskom i grbaljskom kraju. U bivšem mletačkom dijelu jedino su Paštrovići grčkoistočne vjere.
U doba manjih brodova i nesigurnosti na moru glavna mjesta Boke kotorske bila su na obali unutarnjeg zaljeva (ilirski Risan i sredovječni Kotor). Razvojem pomorskog prometa, povećavanjem sigurnosti na moru i pretvaranjem Boke kotorske u ratnu luku veći su značaj dobila mjesta u pristupačnijem vanjskom toplansko-tivatskom zaljevu. Kotor je još uvijek najvažniji grad (5367 stanovnika), upravno i prosvjetno središte Boke i mjesto najljepših bokeljskih uspomena, ali u novo doba nema dovoljno uvjeta za razvoj. Risan (3874 stan.), zloglasno gusarsko gnijezdo Ilira, ima najlakši pristup u zaleđe, koje mu svojim skromnim stočarskim proizvodima (kastradina i drugo) ne može osigurati veće blagostanje. Perast, čuvar Veriga, domovina je najboljih bokeljskih kapetana, o kojima govore lijepe i gotovo opustjele palače.
Mjesta na obali vanjskog zaljeva, osim Herceg-Novog, siromašnija su prošlošću, ali im je sadašnje vrijeme sklonije. Ratno pristanište osiguralo je Tivtu (3329 stan.) razvoj, a dovoljno ravna prostora omogućava smještanje potrebnih uređaja. Kumbor je u središnjem i užem dijelu pogodno ratno uzletište. Herceg-Novi je najveće mjesto u Boki kotorskoj (12.110 stanovnika) i ima najbolje veze sa zaleđem, iz koga su njegovi osnivači i prvi gospodari. Zbog ugodne klime i pristupačnosti Herceg-Novi s okolinom ima među bokeljskim mjestima najveći posjet stranaca.
Budva, Sušćepan i Petrova, plemenske tvrđave i pribježišta Paštrovića, izlaze iz geografskog okvira Boke kotorske. Ali, ovaj je kraj upravnom podjelom i prošlošću tijesno vezan s Bokom kotorskom. Paštrovska obala lijepih žala, ugodne klime, otvorenih morskih vidika i slikovitog primorja privlači iz godine u godinu sve veći broj posjetitelja.
Do 1991. područje Boke od Kotora bilo je jedno od rijetkih područja u bivšoj Jugoslaviji s najvećim brojem građana, koji su se izjašnjavali kao Jugoslaveni, danas je samoj Boki kotorskoj pridruženo dosta područja njezinoga zaleđa te su općinske granice takve, da uključuju ona područja koja ne pripadaju Boki od Kotora, ta se činjenica izrazito odražava na sadašnju nacionalnu strukturu Boke. Boka kotorska poznata je kao Zaljev hrvatskih svetaca, jer je u njoj rođen sv. Leopold Mandić (u Herceg-Novom) te blaženici Ozana Kotorska i Gracija Kotorski i dr. Za službenicu Božju Anu Mariju Marović, vodi se postupak, da se proglasi blaženom i svetom.

### Stanovništvo po popisu iz 2011.
Etnička karta prema popisu stanovništva Crne Gore (2011.) je sljedeća: Crnogorci su najbrojnija nacionalnost na teritorijama općina Tivat (hrvatska većina do 1991), Kotor (hrvatska većina do drugog svjetskog rata) i Budva (hrvatska većina do prvog svjetskog rata). U općini Herceg-Novi najbrojniji su Srbi. Značajnija koncentracija Hrvata je u Tivtu i okolici. 
U Boki ukupno: Crnogorci 35.370 (40,89 %); Srbi 33.852 (39,13 %); Hrvati 4686 (5,42 %).
Po općinama:
- Herceg Novi – Crnogorci 10.395 (33,68 %), Srbi 15.260 (49,45 %), Hrvati 662 (2,15 %);
- Kotor – Crnogorci 11.047 (48,88 %), Srbi 6910 (30,57 %), Hrvati 1553 (6,87 %);
- Tivat – Crnogorci 4666 (33,25 %), Srbi 4435 (31,61 %), Hrvati 2304 (16,42 %);
- Budva – Crnogorci 9262 (48,73 %), Srbi 7247 (38,13 %), Hrvati 167 (0,88 %).[7]

## Galerija
- Crkva sv. Luke u Kotoru
- Dva otoka kraj Perasta
- Crkva u Perastu
- Pogled iz Herceg-Novog na ulaz u zaljev Boka kotorska i poluotok Prevlaka (RH)
- Ulica u Kotoru
- Crkva u Herceg-Novom

## Zanimljivosti
- Od 1997. godine Boka kotorska je i službeno uvrštena u Asocijaciju 28 najljepših zaljeva svijeta.

## Poveznice
- Bokeljska mornarica
- Bokelji
- Kotor
- Kotorska biskupija
- Prevlaka
- Dodatak:Popis naseljenih mjesta u Boki kotorskoj

## Vanjske poveznice

### Sestrinski projekti
|  | Zajednički poslužitelj ima još gradiva o temi Boka kotorska |

- Crkvenčić, I., Schaller, A.: »Promjene etničkog sastava Boke Kotorske (1910.-2003.g.) s posebnim osvrtom na veliko smanjenje broja Hrvata«
- Magaš, D. (2002.): Prirodno-geografske značajke prostora Boke kotorske kao osnova razvoja, Geoadria, Zadar, Vol. 7 (1), 51-81

Ovaj članak uključuje tekst iz Hrvatske enciklopedije, objavljivane od  1941. do 1945. godine, koja je javno dobro.